# Antanas Mončys

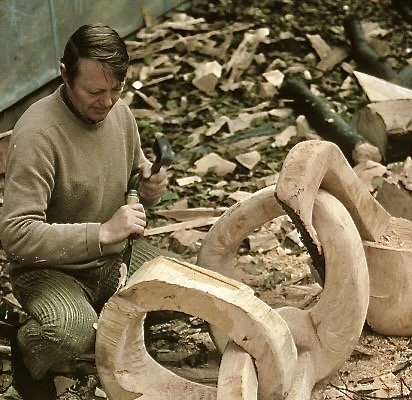
Antanas Mončys bei der Arbeit in Deutschland, 1979.

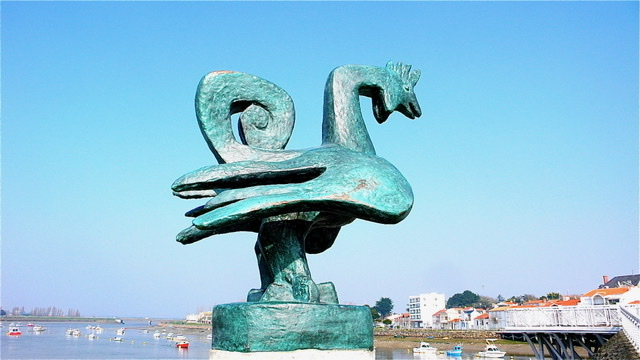
Antanas Mončys, Der Hahn, 1957, Saint-Gilles-Croix-de-Vie.

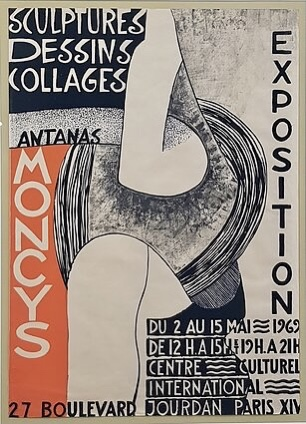
Antanas Mončys, Ausstellungsplakat, 1962.

Antanas Mončys (* 8. Juni 1921 in Mančiai; † 10. Juli 1993 in Paris) war ein litauischer Künstler, der vor allem als Bildhauer bekannt ist, sich jedoch in verschiedenen künstlerischen Medien betätigte. Er war als ein Vertreter der litauischen Diaspora nach dem Zweiten Weltkrieg im westeuropäischen Exil tätig und hatte seinen Wohnsitz in Paris.

## Leben und Werk
Antanas Mončys wurde am 8. Juni 1921 in Mančiai, einem Dorf in der Nähe von Kretinga, geboren. 1941 erhielt er sein Abitur am Franziskanergymnasium in Kretinga. Anschließend studierte er von 1941 bis 1943 Architektur an der Vytautas-Magnus-Universität in Kaunas. 1944 floh er vor der herannahenden Roten Armee nach Westen. In Freiburg im Breisgau studierte er in den Jahren 1947 bis 1950 an der École des Arts et Métiers Bildhauerei. Anlässlich seines Abschlusses erhielt er von den französischen Besatzungsbehörden ein Stipendium, um seine Studien in Paris fortzusetzen. Dort lernte er im Atelier von Osip Zadkin und entwickelte ein Interesse an der Kunst der Avantgarde. Ab 1952 beteiligte er sich an Ausstellungen. Paris sollte bis zu seinem Tod der Wohnsitz von Mončys bleiben.
In Paris schuf Mončys Arbeiten in verschiedensten Medien. Er ist bekannt für seine Holz- und Metallskulpturen. Daneben arbeitete er aber auch in Stein, mit Bleiguss, modellierte mit Ton, schuf Collagen, Schmuck, Möbel und Kamine aus Metall, entwarf Grabsteine, Lampen und Schilder und dekorierte Ostereier. Zudem schuf er Gemälde, Glasmalereien und ein Mosaik. Werke von Mončys finden sich in Frankreich, Deutschland, Italien, Großbritannien, Belgien, den Vereinigten Staaten von Amerika und Algerien. Er schuf zahlreiche Werke für den öffentlichen Raum, so zum Beispiel Skulpturen für die Kirche St. Marcel in Laon, eine Chimäre für die Kathedrale von Metz und Skulpturen für St. Anthony’s Franciscan Monastery in Kennebunkport. Er war in zahlreichen Ausstellungen vertreten und stellte 1958 im Rahmen der Expo 58 in Brüssel aus. Während er sich in Paris in die Strömungen des internationalen Kunstbetriebs einordnete, bewahrte sich Mončys aber auch als Künstler der litauischen Diaspora Verbindungen zu seinem Geburtsland. So wird berichtet, dass er seinen litauischen Pass aufbewahrt und litauische Lieder und Märchen konsumiert habe. In einem Manuskript Mitte der 1980er-Jahre hielt er fest: „Was ich tue hat seine Wurzeln im litauischen Boden. Ich setzte bewusst und unbewusst fort, was unsere Vorfahren gemacht haben. Ich denke, dass andere Kulturen mich bereichert haben.“ Die Sammlung Contes et Fabliaux de la Vieille Lithuanie, die Oscar Milosz 1972 veröffentlichte, inspirierte Mončys zu Zeichnungen, welche die fantastischen Landschaften und heroischen Charaktere zeigten. Für das Buch Von Göttern und Menschen seines Freundes Algirdas Julien Greimas entwarf er das Cover.
1988 war Mončys erstmals in einer Ausstellung von Exilkünstlern in seinem Geburtsland Litauen zu sehen. Diese Schau wurde in Vilnius und Kaunas gezeigt. Im Jahr 1991 stiftete er der Stadt Palanga eine erste Sammlung seiner Kunstwerke. Gegenüber dem litauischen Minister für Kultur und Bildung Darius Kuolis begründete Mončys die Entscheidung in einem Brief: „Ich habe endlich eine Liste meiner Werke angefertigt, die ich Litauen stifte. Es ist ein Teil meines Lebens, das ich ihr gern gebe, denn ich gehöre ihr.“ Erste Skulpturen aus Deutschland und Frankreich kamen 1992 an, im Folgejahr erfolgte eine weitere Lieferung. Die Sammlung wurde auch nach dem Tod von Antanas Mončys am 10. Juli 1993 kontinuierlich um weitere Arbeiten, Archivmaterial, persönlichen Besitz und Dokumentationsmaterial erweitert. 1999 wurde das ihm gewidmete Antano Mončio namai-muziejus eröffnet, das sich um die Bewahrung des Werks des Künstlers kümmert. Die Ausstellung wurde von dem Architekten Valdas Ozarinkas gestaltet. Daneben gehören Werke von Mončys etwa zum Bestand der Nationalgalerie und zur Sammlung der Kunstakademie Vilnius. Die Tochter des Künstlers, Sabina Moncys Moncevicius, verfügt über eine umfangreiche Sammlung von Werken ihres Vaters in Deutschland.